# Giuseppe Colucci (calciatore)
Giuseppe Colucci (San Giovanni Rotondo, 24 agosto 1980) è un dirigente sportivo ed ex calciatore italiano, di ruolo centrocampista.

## Carriera

### Giocatore
Fece il suo esordio in Serie B a 16 anni col Foggia e rimase con la squadra della sua città per altre due stagioni: la prima nella serie cadetta (16 presenze ed una rete), la seconda in Serie C1 (22 incontri disputati). Con l'avvento di Franco Sensi, che prelevò la società foggiana, Colucci passò in maglia giallorossa, senza mai giocare e successivamente venne prestato nell'estate del 1999 ai francesi del Bordeaux, squadra della massima serie transalpina. Colucci in Francia  riuscì a collezionare 2 presenze in Ligue 1 e due partite in Champions League. Dopo quest'annata disputò con continuità varie stagioni in Serie A: due anni con l'Hellas Verona, la prima delle quali conclusa con lo spareggio salvezza contro la Reggina, in cui è proprio di Colucci l'assist per il gol salvezza di Michele Cossato; un anno al Modena, realizzando 4 gol e contribuendo decisamente alla salvezza della squadra; un anno a Brescia e, infine, una stagione alla Reggina, dove segnò 5 gol 30 incontri nel 2004-2005. Dopo quell'annata venne acquistato dal Livorno.
Nella stagione 2006-2007 giocò con la maglia del Catania, neopromosso in Serie A (il cartellino in comproprietà con l'Hellas Verona), con cui disputa 23 partite e segna 3 gol.
Il 26 giugno 2008 si aprono le buste per le risoluzioni delle comproprietà, e Colucci viene riscattato dal Catania, che lo mette poi fuori rosa. Il 30 gennaio 2009 Colucci passa al Chievo Verona. Il 15 febbraio, all'esordio coi gialloblu, segna in casa proprio contro la sua ex squadra, il Catania, siglando l'1-1 finale a un minuto dal termine.
Il 14 dicembre 2009 viene annunciato il suo ingaggio da parte del Cesena. In quella stagione, con 15 presenze e 2 gol, contribuisce alla promozione dei romagnoli (dopo 19 anni) in Serie A (il 30 maggio 2010 sul campo del Piacenza).
Il 19 settembre 2010, durante l'incontro con il Lecce (vinto per 1-0) viene espulso per doppia ammonizione dall'arbitro Gianluca Rocchi che lo scambia erroneamente per il compagno di squadra Yūto Nagatomo, a cui invece era destinata la sanzione disciplinare. L'arbitro si giustificherà con il giocatore alla fine della partita, ammettendo l'errore tecnico anche sul referto.
Il 9 luglio 2012 il Pescara ufficializza l'acquisto a titolo definitivo del capitano del Cesena, che si lega al club abruzzese firmando un contratto biennale.
Il 21 gennaio 2013 viene ceduto a titolo definitivo alla Reggina.
Il 23 gennaio 2014 rescinde il suo contratto con il club calabrese.
Il 25 novembre 2015, annuncia il suo ritiro dal calcio giocato.

### Dirigente sportivo
Il 14 luglio 2016 diventa il nuovo direttore generale del Foggia.
Il 23 aprile 2017, alla sua prima esperienza dirigenziale, centra la promozione del club dauno in serie B, dopo 19 anni. Il 27 maggio 2017, vince la prima Supercoppa di Lega della storia del club rossonero.
Dal 2019 al 9 giugno 2024 è stato dirigente dell'Empoli. Successivamente passa alla Sampdoria, in qualità di collaboratore del responsabile dell'area tecnica; lascia il club genovese il 7 aprile 2025.

## Statistiche

### Presenze e reti nei club
| Stagione        | Squadra         | Campionato      | Campionato | Campionato | Coppe nazionali | Coppe nazionali | Coppe nazionali | Coppe continentali | Coppe continentali | Coppe continentali | Altre coppe | Altre coppe | Altre coppe | Totale | Totale |
| Stagione        | Squadra         | Comp            | Pres       | Reti       | Comp            | Pres            | Reti            | Comp               | Pres               | Reti               | Comp        | Pres        | Reti        | Pres   | Reti   |
| --------------- | --------------- | --------------- | ---------- | ---------- | --------------- | --------------- | --------------- | ------------------ | ------------------ | ------------------ | ----------- | ----------- | ----------- | ------ | ------ |
| 1996-1997       | Foggia          | B               | 1          | 0          | CI              | 0               | 0               |                    | -                  | -                  |             | -           | -           | 1      | 0      |
| 1997-1998       | Foggia          | B               | 16         | 1          | CI              | 0               | 0               |                    | -                  | -                  |             | -           | -           | 16     | 1      |
| 1998-1999       | Foggia          | C1              | 22         | 0          | CI+CI-C         | 2+0             | 0               |                    | -                  | -                  |             | -           | -           | 24     | 0      |
| Totale Foggia   | Totale Foggia   | Totale Foggia   | 39         | 1          |                 | 2               | 0               |                    | -                  | -                  |             | -           | -           | 41     | 1      |
| 1999-2000       | Bordeaux        | L1              | 2          | 0          | CF+CdLF         | 0               | 0               | UCL                | 2                  | 0                  |             | -           | -           | 4      | 0      |
| 2000-2001       | Verona          | A               | 27+2       | 0          | CI              | 1               | 0               | -                  | -                  | -                  | -           | -           | -           | 30     | 0      |
| 2001-2002       | Verona          | A               | 12         | 0          | CI              | 1               | 0               | -                  | -                  | -                  | -           | -           | -           | 13     | 0      |
| lug.-ago. 2002  | Verona          | B               | -          | -          | CI              | 2               | 0               | -                  | -                  | -                  | -           | -           | -           | 2      | 0      |
| Totale Verona   | Totale Verona   | Totale Verona   | 39+2       | 0          |                 | 4               | 0               |                    | -                  | -                  |             | -           | -           | 49     | 0      |
| ago. 2002-2003  | Modena          | A               | 31         | 4          | CI              | 1               | 0               | -                  | -                  | -                  | -           | -           | -           | 32     | 4      |
| 2003-2004       | Brescia         | A               | 17         | 1          | CI              | 0               | 0               | -                  | -                  | -                  | -           | -           | -           | 17     | 1      |
| 2004-2005       | Reggina         | A               | 30         | 5          | CI              | 0               | 0               | -                  | -                  | -                  | -           | -           | -           | 30     | 5      |
| 2005-2006       | Livorno         | A               | 24         | 1          | CI              | 3               | 0               | -                  | -                  | -                  | -           | -           | -           | 27     | 1      |
| 2006-2007       | Catania         | A               | 24         | 3          | CI              | 1               | 0               | -                  | -                  | -                  | -           | -           | -           | 25     | 3      |
| 2007-2008       | Catania         | A               | 25         | 1          | CI              | 4               | 0               | -                  | -                  | -                  | -           | -           | -           | 29     | 1      |
| 2008-gen. 2009  | Catania         | A               | -          | -          | CI              | -               | -               | -                  | -                  | -                  | -           | -           | -           | -      | -      |
| Totale Catania  | Totale Catania  | Totale Catania  | 49         | 4          |                 | 5               | 0               |                    | -                  | -                  |             | -           | -           | 54     | 4      |
| gen.-giu. 2009  | ChievoVerona    | A               | 12         | 1          | CI              | -               | -               | -                  | -                  | -                  | -           | -           | -           | 12     | 1      |
| dic. 2009-2010  | Cesena          | B               | 15         | 2          | CI              | -               | -               | -                  | -                  | -                  | -           | -           | -           | 15     | 2      |
| 2010-2011       | Cesena          | A               | 33         | 1          | CI              | 0               | 0               | -                  | -                  | -                  | -           | -           | -           | 33     | 1      |
| 2011-2012       | Cesena          | A               | 22         | 0          | CI              | 2               | 0               | -                  | -                  | -                  | -           | -           | -           | 24     | 0      |
| Totale Cesena   | Totale Cesena   | Totale Cesena   | 70         | 3          |                 | 2               | 0               |                    | -                  | -                  |             | -           | -           | 72     | 3      |
| 2012-gen. 2013  | Pescara         | A               | 11         | 0          | CI              | 1               | 0               | -                  | -                  | -                  | -           | -           | -           | 12     | 0      |
| gen.-giu. 2013  | Reggina         | B               | 18         | 1          | CI              | -               | -               | -                  | -                  | -                  | -           | -           | -           | 18     | 1      |
| 2013-2014       | Reggina         | B               | 8          | 0          | CI              | 2               | 0               | -                  | -                  | -                  | -           | -           | -           | 10     | 0      |
| Totale Reggina  | Totale Reggina  | Totale Reggina  | 56         | 6          |                 | 2               | 0               |                    | -                  | -                  |             | -           | -           | 59     | 6      |
| Totale carriera | Totale carriera | Totale carriera | 350+2      | 21         |                 | 20              | 0               |                    | 2                  | 0                  |             | -           | -           | 374    | 21     |